# Tomasz Łętowski
Tomasz Łętowski herbu Ogończyk (zm. po 9 lipca 1774 roku) – pułkownik wojsk konfederacji barskiej w 1771 roku, burgrabia krakowski w 1756 roku, porucznik chorągwi pancernej kanclerza wielkiego koronnego Małachowskiego w Pułku Najjaśniejszego Królewicza Fryderyka w 1760 roku. 